# Cartuja de Montealegre
La cartuja de Montealegre o más correctamente dicho cartuja de Santa María de Montealegre es un monasterio de la orden de los cartujos que se encuentra situada en la comarca catalana del Maresme, muy cerca de la población de Tiana, Barcelona, España. Es la única de Cataluña que aún conserva una comunidad de monjes cartujos.

## Historia
El edificio (posteriormente edificio de La Conreria) se empezó a construir en el año 1247 para acoger a una pequeña comunidad de monjas agustinas. En 1286, el monasterio recibió una importante donación de tierras por parte de Ramón de Sentmenat, señor de Campsentelles, y de su esposa. Sin embargo, la comunidad decidió trasladarse a Barcelona en 1362 debido a la soledad del paraje en el que se encontraba el cenobio. El recinto pasó entonces por diversos compradores hasta que en 1409 lo adquirió el Hospital de la Santa Cruz de Barcelona.
En 1415, la necesidad de dinero hace que el hospital venda el cenobio, que fue adquirido por el prior de Vallparadís que necesitaba trasladarse a un edificio mayor. Ese mismo año se iniciaron las obras de la nueva cartuja en las cercanías del antiguo edificio. En 1434 se les unió una pequeña comunidad de monjes que procedían del monasterio de San Pol. Las obras de la cartuja finalizaron en 1463, quedando el viejo convento como «conreria» (granja de los monasterios cartujos) y casa de los hermanos (monjes no sacerdotes).
El siglo XIX fue bastante aciago para la cartuja. Entre 1808 y 1814, la comunidad tuvo que abandonar el recinto a causa de la guerra napoleónica. Entre 1820 y 1824, el malestar general en el país obligó a un nuevo abandono. Finalmente, en 1835, la desamortización de Mendizábal llevó a la exclaustración, la confiscación de sus bienes, el saqueo y posterior incendio de las instalaciones monásticas.
En 1867 se iniciaron las gestiones por parte del procurador de la gran cartuja para la recompra de Montealegre. La gestiones quedaron paralizadas en 1868 al ser destronada Isabel II. Durante el tiempo que los monjes estuvieron fuera de Montealegre, la cartuja fue primero caserna militar para convertirse luego en hospital.
En 1901 se instala una nueva comunidad, procedente de Francia, compuesta por 29 padres y 23 hermanos. Durante los sucesos de la Semana Trágica en 1909, se instaló, anexa al edificio, una dotación de la Guardia Civil para proteger a la comunidad de los posibles ataques. La dotación permaneció hasta 1915, instalada en lo que hoy se conoce como «la casa de las monjas».
La Guerra Civil afectó de nuevo a la comunidad. Los 21 padres y 16 hermanos se dispersaron. Seis de ellos fueron asesinados durante los primeros días de la revuelta, por manos de milicianos. Los monjes tuvieron que huir de la persecución religiosa, promocionada por el bando republicano y dirigida contra la Iglesia Católica y especialmente contra los sacerdotes y religiosos. El ayuntamiento de Badalona instaló en el edificio un hospital para tuberculosos que funcionó hasta el final de la guerra.
En 1939 los monjes vuelven a la cartuja, instalando el seminario menor de la diócesis en el antiguo edificio de La Conreria. El seminario se cerró en 1998 ya que resultaba inviable mantenerlo económicamente. El antiguo edificio del seminario se cedió a la Fundación Pere Tarrés y actualmente funciona como casa de colonias.

## Edificio

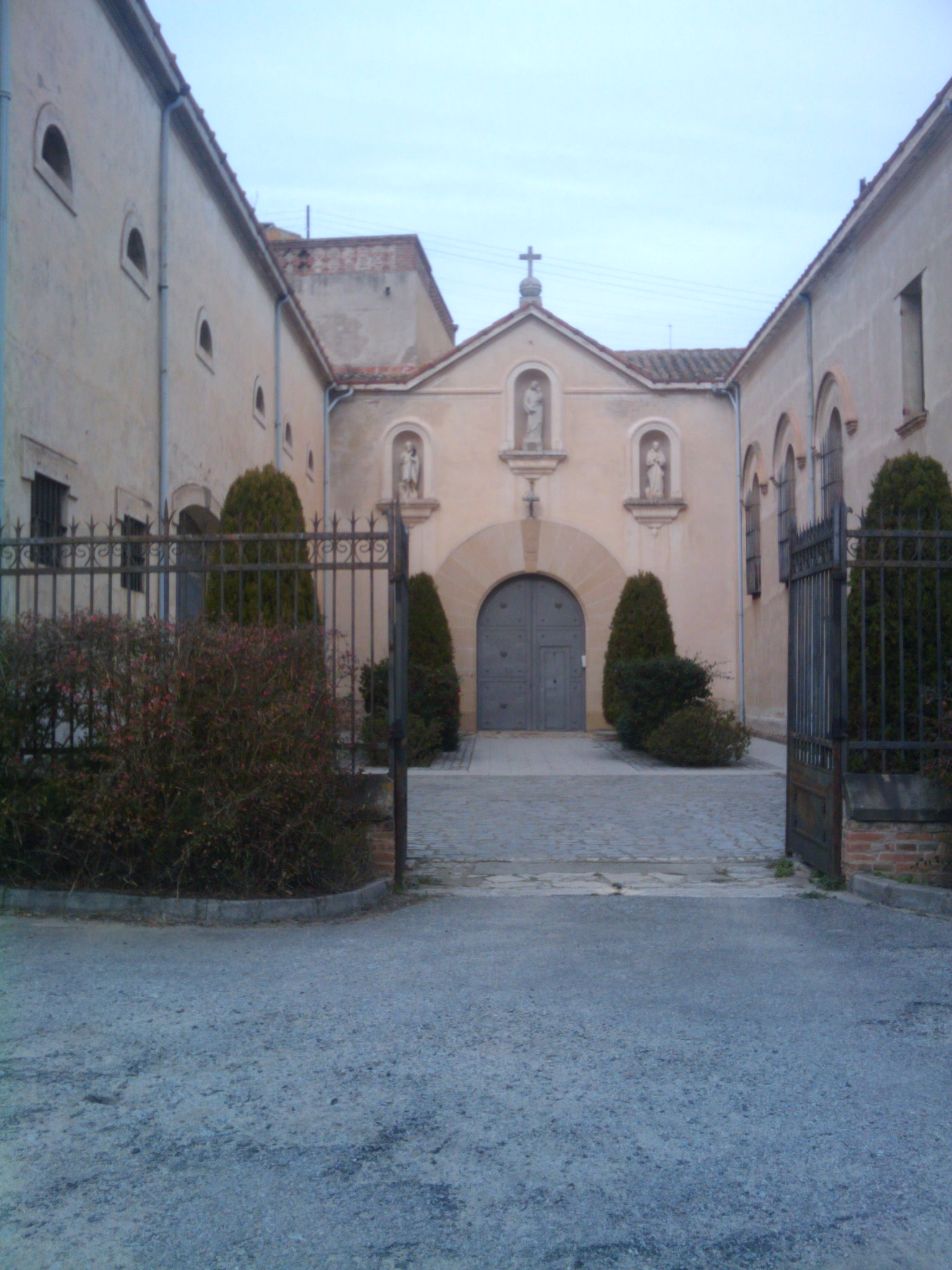
Entrada

Los edificios de la cartuja se ordenan alrededor de dos claustros yuxtapuestos. En un principio, únicamente se construyó uno, el claustro interior, cuyas obras terminaron en 1448. Se trata de un claustro de gran tamaño, de 55 metros de lado, que sigue un estilo gótico simple, con tramos de tres arcadas apoyadas sobre columnas sencillas. A su alrededor se construyeron la celda del padre prior así como 16 celdas más. En 1636 se amplió el número de celdas hasta las actuales treinta.
Todas las celdas son iguales en tamaño y distribución y se dividen en diversas zonas, destinadas a variadas funciones. La parte conocida como del «Ave María» se destinaba antiguamente a cocina ya que los monjes únicamente comían en el refectorio común en días señalados. Aunque la zona de cocina ya no funciona como tal, todas las celdas tienen una chimenea que recuerda esta antigua función.
En el cubiculum, de unos siete metros de largo por cuatro de ancho, existe una zona destinada a la oración así como una mesa. Una ventana al jardín permite la entrada de la luz en la celda. En el extremo opuesto está la cama y un pequeño armario para los objetos personales del cartujo. En 1901 se añadió a las celdas una pequeña habitación destinada a realizar pequeños trabajos manuales.
La iglesia es también de estilo gótico sencillo y se construyó entre 1415 y 1463. Se trata de un recinto alargado y estrecho, de extrema sencillez, organizado basándose en dos coros: uno destinado a los padres y otro a los hermanos. No existe una zona destinada a los fieles ya que no se permite la entrada a los oficios religiosos a nadie que no sea residente en la cartuja.